# Dell Publishing
Dell Publishing foi uma editora estadunidense de livros, revistas e HQs. Foi fundada em 1921 por George T. Delacorte Jr.. Dos anos 1920 aos anos 1940, a Dell foi uma das maiores editoras de revistas, incluindo pulps. De 1929 a 1974, publicou histórias em quadrinhos em sua linha Dell Comics, o que na maior parte do tempo (1938-62) foi feito em parceria com a Western Publishing. Em 1943, a Dell entrou no mercado editorial de brochuras, com o selo editorial "Dell Paperbacks". Outros selos que a compunham incluíam "Dial Press", "Delacorte Books", "Yearling Books" e "Laurel Leaf Library".
A Dell Publishing não existe mais como empresa independente; foi vendida e tornou-se parte do "Bantam Dell Publishing Group" da Random House, o qual também usa alguns dos outros selos editoriais da Dell. A Dell Magazines ainda existe como uma grande editora de revistas de quebra-cabeças, ficção científica, mistério e horóscopos.

## Selos editoriais
- Dial Press
- Delacorte Books or Delacorte Press
- Yearling Books
- Laurel Leaf Library